# Сьюзен Блекмор
Сьюзен Блекмор (англ. Susan Blackmore, 29.08.1951 р.) — англійська дослідниця та популяризаторка теорії мемів, професор Плімутського університету, авторка багатьох публікацій і книг, найвідомішою із яких є «Машина мемів» 1999 року.

## Життєпис
Народилась 29 листопада 1951 року у Лондоні. У 1973 році закінчила Коледж св. Хільди у Оксфорді за спеціальністю психологія та фізіологія. Отримала ступінь магістра в університеті Суррея в 1974 році із спеціальністю психологія середовища. В цьому ж університеті отримала докторський ступінь за дисертацію на парапсихологічну тематику «Екстрасенсорне сприйняття як пізнавальний процес» (англ. Extrasensory Perception as a Cognitive Process). До 2009 року викладала в Західно-Англійському Університеті у Брістолі. З 2009 викладає у школі психології Плімутського університету. Блекмор дописує для кількох журналів, газет і блогів, зокрема газети Guardian та Psychology Today («Психологія сьогодні»), а також є частою авторкою та ведучою на радіо та телебаченні. Є лекторкою на TED, членкинею спільноти Edge, в 2015 році увійшла у перелік 100 провідних мислителів за версією Global Minds.

## Дослідницька діяльність
Початок дослідницької кар'єри Сьюзан Блекмор пов'язаний із особистим досвідом, який, як вона стверджувала, мав «позатілесний» характер. Він став поштовхом для зацікавлення паранормальними та парапсихологічними явищами. Однак після періоду численних експериментів та пошуків вона відмовилась від метафізичних напрямків діяльності та стала скептиком і атеїсткою. 
Вона починає цікавитись теорією мемів і меметикою, яку поступово стає розглядати як універсальну систему відповідей на питання свідомості та антропології. Результатом цих досліджень стає видана у 1999 році книга «Машина мемів», котра набула значної популярності та привернула широку увагу до авторки. Базуючись на теорії Річарда Докінза, Блекмор значно розширила горизонт меметики через її антропологічну інтерпретацію. Відповідно до неї, людина є своєрідним агентом, який служить мемам для розмноження та поширення. Сукупності мемів певної спрямованості називаються мемплексами, виявлення характеру і структури яких є завданням меметики. Змінюється також і розуміння особистості та її «я». «Я» людини, відповідно до теорії машини мемів, є своєрідним різновидом мемплексу — я-мплексом. У 2010-ті роки Блекмор починає займатись проблематикою поширення мемів за допомогою технологій. Вона доходить до ідеї про те, що технології можуть виявитись кращими поширювачами мемів, ніж люди, тому можна говорити про процес заміщення людей технологіями як головних агентів із поширення та розповсюдження мемів, які вона називає тімами (т-мемами, темами). Меми зацікавлені розвитком технологій як більш продуктивних носіїв, однак поки що не можуть відмовитись від людини через її здатність розмножуватись. У випадку появи можливостей саморозмноження технологій потреба у людях для мемів відпаде.

## Родина
У 1977 році Сьюзан Блекмор одружилася з Томом Тростянко (англ. Tom Troscianko), з яким розлучилась у 2009 році. У 1982 році у них народилась донька Емелі Тростянко (англ. Emily Tamarisk Troscianko), а у 1984 році син Джойлон Тростянко (англ. Jolyon Tomasz Troscianko). З 2010 року одружена із Адамом Харт-Дейвісом (англ. Adam Hart-Davis).

## Основні праці
- Blackmore, S. and Troscianko, E. 2018 Consciousness: An Introduction, Third Edition, London, Routledge, ISBN-10: 1138801313.
- Blackmore, S 2017 Consciousness: A Very Short Introduction, Second Edition, Oxford, Oxford University Press ISBN-10: 0198794738
- Blackmore, S 2017 Seeing Myself: The new science of out-of-body experiences, London, Robinson ISBN-10:1472137361
- Blackmore, S 2011 Zen and the Art of Consciousness, Oxford, Oneworld Publications, ISBN-10: 185168798X
- Blackmore, S. 2010 Consciousness: A Brief Insight, New York, Sterling, ISBN-10: 1402775288
- Blackmore, S. 2010 Consciousness: An Introduction, Second Edition, London, Hodder Education, pb  ISBN-10: 144410487X . New York, Oxford University Press, Feb 2011, pb ISBN-10: 0199739099
- Blackmore, S. 2009 Ten Zen Questions, Oxford, OneWorld,  2009. ISBN 978-1-85168-642-1
- Blackmore, S. 2005 Conversations on Consciousness, Oxford, Oxford University Press, hb ISBN 0 19 280622-X and New York 2006 hardback ISBN 0-19-517958-7 .
- Blackmore, S. 2005 A Very Short Introduction to Consciousness, Oxford, Oxford University Press, paperback ISBN: 0-19-2805851
- Blackmore, S. 2003 Consciousness: An Introduction, London, Hodder & Stoughton, pb ISBN: 0340809094. and 2004 New York, Oxford University Press,  hb ISBN 0195153421 pb ISBN 019515343X .
- Blackmore, S. 1999 The Meme Machine , Oxford and New York, Oxford University Press, Hardback ISBN 0-19-850365-2.  2000 Paperback ISBN 0-19-286212
- Blackmore, S., Hart-Davis, A. 1995 Test Your Psychic Powers London, Thorsons, ISBN 1-85538-441-8; and 1997 New York, Sterling, ISBN 0-8069-9669-2.
- Blackmore, S. 1996 In Search of the Light: The Adventures of a Parapsychologist, Amherst, New York, Prometheus Books, ISBN1-57392-061-4.
- Blackmore, S. 1993 Dying to Live: Science and the Near Death Experience, London, Grafton, ISBN 0 586 09212 9
- Blackmore, S. 1982/1992 Beyond the Body: An investigation into out-of-body experiences 1992, Chicago, Academy Chicago, ISBN 0 89733 344 6. First published in 1982,  London, Heinemann, ISBN 434 07470 5;
- Blackmore, S. 1986 The Adventures of a Parapsychologist Buffalo, New York, Prometheus, ISBN 0 87975 360 9
- Blackmore, S. 1978  Parapsychology and out-of-the-body Experiences 1978, Society for Psychical Research, London; and Transpersonal Books, Hove, ISBN 0906326 01X.